# Sex Danske sange
Sex Danske sange is een compositie van Niels Gade. Het betreft zes toonzettingen van teksten van Deense dichters.
De zes liederen zijn:
1. Barcarole: Lette Bölge (tekst: Johan Ludvig Heiberg)
2. Havfruen (tekst: Bernhard Severin Ingemann)
3. Violerne (tekst: Adam Oehlenschlager)
4. Liden Kirsten (tekst: Johan Ludvig Heiberg)
5. Barcarole: Natten er saa stille (tekst: Johan Ludvig Heiberg)
6. Spillemanden (tekst: Bernhard Severin Ingemann)

Gade droeg het werk op aan Christoph Ernst Friedrich Weyse, eveneens Deens componist.